# 普里布日亞
47°40′19″N 31°14′32″E / 47.67194°N 31.24222°E
普里布日亞（羅馬化：Prybuzhzhia）是烏克蘭南部尼古拉耶夫州沃茲涅先斯克區普里布日亞市鎮的村莊及該市鎮的行政中心。該村面積2.16平方公里，海拔高度24米，2001年人口1,989，人口密度每平方公里919.6人。